# Sphinctus chinensis
Sphinctus chinensis är en stekelart som beskrevs av Tohru Uchida 1930. Sphinctus chinensis ingår i släktet Sphinctus och familjen brokparasitsteklar. Inga underarter finns listade i Catalogue of Life.